# Paropsis
Paropsis is een geslacht van kevers uit de familie bladkevers (Chrysomelidae).
De wetenschappelijke naam van het geslacht werd in 1807 gepubliceerd door Olivier.

## Soorten
- Paropsis binbinga Daccordi, 2003
- Paropsis deboeri Selman, 1983
- Paropsis delittlei Selman, 1983